# Sara Lee Corporation
Sara Lee Corporation (Ex-cotação da NYSE: SLE) foi uma empresa americana de produtos de consumo sediada em Downers Grove, Illinois, USA, ela possuiu operações em mais de 40 países e vendeu seus produtos em mais de 180 nações em todo o mundo. Suas operações internacionais eram sediadas em Utrecht, Holanda, A companhia foi criada em 1939 por Dale Rosenau.
A Sara Lee era também a marca de um certo número de alimentos congelados e embalados, e geralmente conhecida pelo slogan "Ninguém não gosta de Sara Lee", que é muitas vezes erroneamente citado como "Ninguém faz isso como Sara Lee". Em 2006, a Sara Lee anunciou uma nova empresa com ampla campanha: "A alegria de comer". A campanha faz parte de uma reestruturação da Sara Lee que, em Baltimore, criou a Consolidated Foods Corporation. Em 1956 a empresa comprou uma empresa conhecida como "Kitchens of Sara Lee" que se tornou uma das mais conhecidas marcas da empresa. Em 1985, a administração adotou a marca como nome da empresa como um todo. A partir de 2006, Sara Lee Corporation tinha operações em mais de 40 países; vendia seus produtos alimentares, bebidas e produtos domésticos em mais de 180 países e tem cerca de 50.000 funcionários em todo o mundo.
Em dezembro de 2010 a empresa Brasileira de alimentos JBS ofereceu 10,5 bilhões de dólares para comprar a Sara Lee, porém no final de Janeiro de 2011 a Sara Lee recusou a oferta da JBS por considerar as propostas financeiras muito baixas.
A Sara Lee foi extinta em 28 de junho de 2012 e dividida em duas companhias, as empresas sucessoras foram a Hillshire Brands (onde a marca Sara Lee ainda é usada em alguns de seus produtos) e a D.E Master Blenders 1753 (para os negócios de bebidas e panificação).